# East Newark
East Newark è un comune degli Stati Uniti d'America, nella Contea di Hudson, nello Stato del New Jersey. Come da censimento del 2010 degli USA, la città conta 2 406 abitanti. La cittadina fa parte dell'area metropolitana di New York.